# ヴィルヘルム・ヒットルフ

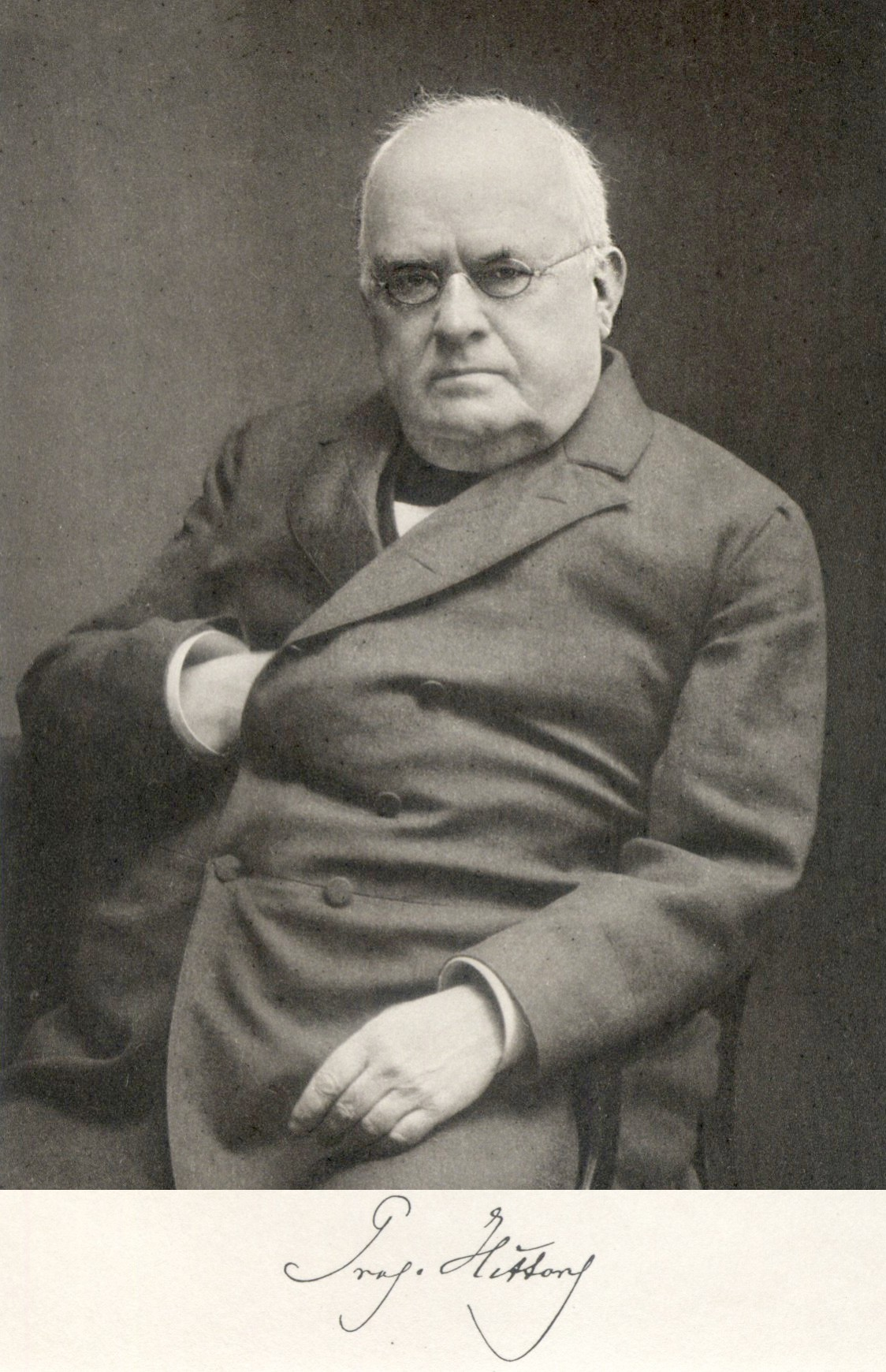
ヴィルヘルム・ヒットルフ

ヨハン・ヴィルヘルム・ヒットルフ（Johann Wilhelm Hittorf, 1824年3月27日 - 1914年11月28日）は、ドイツの物理学者、化学者である。

## 生涯
ボンに生まれる。ボン大学で自然科学・数学を学んで1846年に学位を得、1847年からは教授になった。1852年から1889年の間ミュンスター大学の教授になり、1879年から研究所の所長になった。初期は無機化学の研究を行った。
1853年から1859年の間は電解液中のイオンの移動速度の研究をおこなった。イオンの移動速度が異なることを見出し輸率の概念を導入した。
1859年ユリウス・プリュッカー 、ハインリッヒ・ガイスラーと真空放電管を作って、陰極線管の研究を行った。1903年ヒューズ・メダル受賞。ミュンスターにて没。